# Stephanie av Belgien
Stéphanie av Belgien (Stéphanie Clotilde Louise Herminie Marie Charlotte) född 21 maj 1864 i Laeken, död 23 augusti 1945 i Pannonhalma, var en belgisk prinsessa som genom giftermål med kronprins Rudolf var kronprinsessa av Österrike-Ungern från 1881 till 1889.

## Biografi
Stephanie var dotter till kung Leopold II av Belgien och Maria Henrietta av Österrike. Hon och hennes systrar undervisades av privatlärare och erhöll en utbildning med fokus på språk och sällskapstalanger som musik, teckning och handarbete. Deras uppfostran var strikt och spartansk: de träffade sällan sina föräldrar, bar enkla kläder, fick städa sitt rum själva och tvingades sova vid öppet fönster även under vintern för att härda hälsan.
Stephanie gifte sig 10 maj 1881 i Wien med kronprins Rudolf av Österrike. Hon utvaldes som brud åt kronprinsen därför att hon var den enda kungliga katolska prinsessan i Europa vid denna tidpunkt som inte var alltför nära släkt med honom och uppfyllde de krav kejsaren hade ställt för sin blivande svärdotter. Hennes svärmor Elisabeth av Bayern besökte Bryssel för att träffa henne 1878 och 1879, och Stephanies syster Louise rekommenderade henne för Rudolf. Rudolf gick med på att gifta sig med henne för att hon uppfyllde kraven hans far hade ställt på hans brud, för att han hade tackat nej till de andra brudar som hade föreslagits, och stod under press att gifta sig. Rudolf besökte Bryssel 5 mars 1880, och paret förklarades förlovade 7 mars.

### Kronprinsessa av Österrike-Ungern
Stephanie beskrivs som konventionell och formell. Hennes svärmor kallade henne en "moralisk högvikt och en ful elefant". Som kronprinsessa spelade hon en framträdande offentlig roll. Hennes svärmor ogillade representation och det var därför Stephanie som fick göra sin svärfar och make sällskap i offentliga sammanhang medan hennes svärmor ägnade sig åt privata resor, något som passade både Stephanie och hennes svärmor bra. 
Äktenskapet var olyckligt. Paret fick ett barn, dottern Elisabeth Marie av Österrike, född 1883. Rudolf ägnade sig åt kärleksaffärer, medan Stephanie övervakades och inte tilläts lämna hemmet ensam. 1886 insjuknade Rudolf i en könssjukdom och smittade Stephanie, vilket gjorde henne steril. Hon vägrade därefter fortsätta deras sexuella samliv. Under de sista två åren av äktenskapet led Rudolf av psykiska problem som tidvis ska ha gjort honom aggressiv. Stephanie försökte i oktober 1888 tala med sin svärfar kejsare Frans Josef I av Österrike om Rudolfs mentala hälsa, men svärfadern vägrade lyssna. År 1887 inledde Stephanie ett förhållande med en hovman, den polska greve Artur Potocki, som fortsatte till dennes död 1890.
Skandalen med makens självmord i Mayerlingdramat i januari 1889 isolerade henne vid hovet. Hennes dotter uppfostrades av hennes svärfar, och hon fick inte längre några officiella uppgifter som änka. Hon ville återvända till Belgien, men varken hennes far eller svärfar ville tillåta det. Hon hade en dålig relation med sin far Leopold II, och tvingades senare stämma honom för rätten till sitt morsarv. Hon tillbringade mycket tid på resor inkognito. Stephanie gjorde 1893 ett besök i Sverige. Hennes svärfar ville att hon skulle gifta sig med hans nya tronföljare Franz Ferdinand, men denne ville istället gifta sig med Sophie von Chotek.

### Senare liv
Stephanie gifte om sig mot sin fars och svärfars vilja den 22 mars 1900 på slottet Miramare utanför Trieste i nuvarande Italien med ungraren Elemér, greve Lonyai de Nagy-Lónya (1863–1946) och bodde sedan med honom på godset Rusovce i dåvarande Ungern (Slovakien) fram till slutet av andra världskriget. Hennes far drog tillbaka hennes underhåll och förbjöd henne att återvända till Belgien och träffa sin yngsta syster Clementine (som bodde med honom), och hennes svärfar drog tillbaka hennes underhåll, hennes titlar, hennes hov och hennes beskyddarskap och behöll vårdnaden om hennes dotter. 
Hon levde sedan i över fyrtio år vad som beskrivs som ett lyckligt och fridfullt liv på makens gods i Ungern. Hon närvarade vid kejsarens begravning 1916, och hennes make fick 1917 titeln furste av nästa kejsare. Efter revolutionen som avskaffade det österrikiska kejsardömet 1919 förvisades alla medlemmar av den förra dynastin från Österrike, men förvisningen gällde inte henne som frånskild person. Hon försonades med sin dotter sedan denna blivit vuxen.
Hösten 1944 ockuperades godset av tyska SS, och Stephanie och hennes make fick endast behålla några rum för personligt bruk. I april 1945 avlöstes tyskarna av ryska röda armén som i sin tur ockuperade godset. Stephanie i hennes man lämnade godset i maj och tog sin tillflykt till ett munkkloster i Pannonhalma, där hon avled.

## Eftermäle

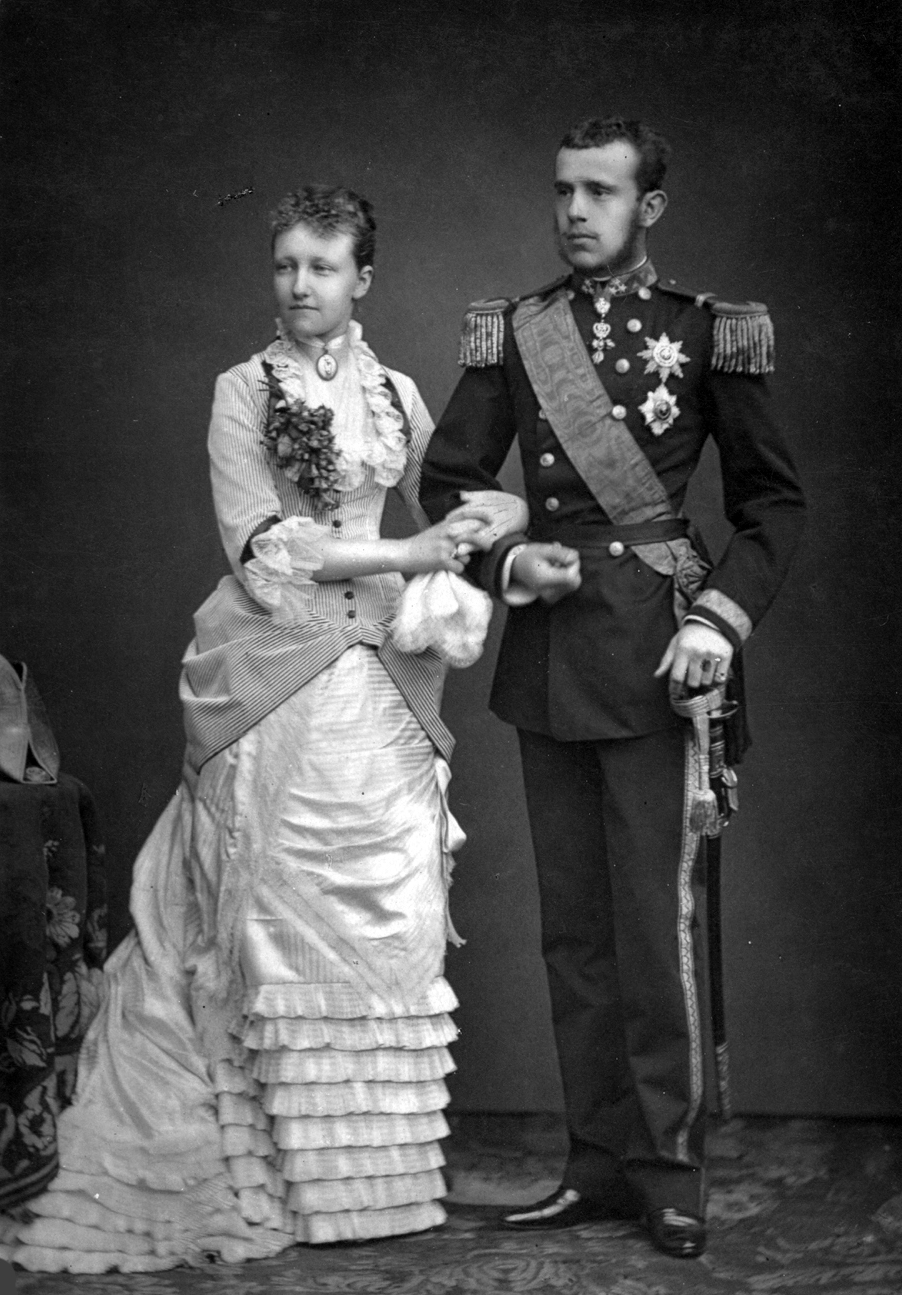
Officiellt porträtt av kronprinsen och kronprinsessan av Österrike-Ungern från 1881.

Astronomen Johann Palisa namngav asteroiden 220 Stephania efter henne 1881 för att fira vigseln.
Stephanie av Belgien publicerade 1936 sina memoarer: Ich Sollte Kaiserin Werden ("Jag skulle bli kejsarinna").

## Antavla
|                         |  |  |  |  |  |  |  |                                 |  |  |  |  |  |  |  |                                                            |  |  |  |  |  |  |  | 8. Hertig Frans Fredrik av Sachsen-Coburg-Saalfeld |
|                         |  |  |  |  |  |  |  |                                 |  |  |  |  |  |  |  |                                                            |  |  |  |  |  |  |  |                                                    |
|                         |  |  |  |  |  |  |  |                                 |  |  |  |  |  |  |  | 4. Kung Leopold I av Belgien                               |  |  |  |  |  |  |  |                                                    |
|                         |  |  |  |  |  |  |  |                                 |  |  |  |  |  |  |  |                                                            |  |  |  |  |  |  |  |                                                    |
|                         |  |  |  |  |  |  |  |                                 |  |  |  |  |  |  |  |                                                            |  |  |  |  |  |  |  | 9. Augusta av Reuss-Ebersdorf                      |
|                         |  |  |  |  |  |  |  |                                 |  |  |  |  |  |  |  |                                                            |  |  |  |  |  |  |  |                                                    |
|                         |  |  |  |  |  |  |  | 2. Kung Leopold II av Belgien   |  |  |  |  |  |  |  |                                                            |  |  |  |  |  |  |  |                                                    |
|                         |  |  |  |  |  |  |  |                                 |  |  |  |  |  |  |  |                                                            |  |  |  |  |  |  |  |                                                    |
|                         |  |  |  |  |  |  |  |                                 |  |  |  |  |  |  |  |                                                            |  |  |  |  |  |  |  | 10. Kung Ludvig Filip I av Frankrike               |
|                         |  |  |  |  |  |  |  |                                 |  |  |  |  |  |  |  |                                                            |  |  |  |  |  |  |  |                                                    |
|                         |  |  |  |  |  |  |  |                                 |  |  |  |  |  |  |  | 5. Louise av Orléans                                       |  |  |  |  |  |  |  |                                                    |
|                         |  |  |  |  |  |  |  |                                 |  |  |  |  |  |  |  |                                                            |  |  |  |  |  |  |  |                                                    |
|                         |  |  |  |  |  |  |  |                                 |  |  |  |  |  |  |  |                                                            |  |  |  |  |  |  |  | 11. Maria Amalia av Neapel och Sicilien            |
|                         |  |  |  |  |  |  |  |                                 |  |  |  |  |  |  |  |                                                            |  |  |  |  |  |  |  |                                                    |
| 1. Stephanie av Belgien |  |  |  |  |  |  |  |                                 |  |  |  |  |  |  |  |                                                            |  |  |  |  |  |  |  |                                                    |
|                         |  |  |  |  |  |  |  |                                 |  |  |  |  |  |  |  |                                                            |  |  |  |  |  |  |  | 12. Kejsar Leopold II                              |
|                         |  |  |  |  |  |  |  |                                 |  |  |  |  |  |  |  |                                                            |  |  |  |  |  |  |  |                                                    |
|                         |  |  |  |  |  |  |  |                                 |  |  |  |  |  |  |  | 6. Ärkehertig Josef Anton av Österrike, vicekung av Ungern |  |  |  |  |  |  |  |                                                    |
|                         |  |  |  |  |  |  |  |                                 |  |  |  |  |  |  |  |                                                            |  |  |  |  |  |  |  |                                                    |
|                         |  |  |  |  |  |  |  |                                 |  |  |  |  |  |  |  |                                                            |  |  |  |  |  |  |  | 13. Maria Ludovika av Spanien                      |
|                         |  |  |  |  |  |  |  |                                 |  |  |  |  |  |  |  |                                                            |  |  |  |  |  |  |  |                                                    |
|                         |  |  |  |  |  |  |  | 3. Maria Henrietta av Österrike |  |  |  |  |  |  |  |                                                            |  |  |  |  |  |  |  |                                                    |
|                         |  |  |  |  |  |  |  |                                 |  |  |  |  |  |  |  |                                                            |  |  |  |  |  |  |  |                                                    |
|                         |  |  |  |  |  |  |  |                                 |  |  |  |  |  |  |  |                                                            |  |  |  |  |  |  |  | 14. Hertig Ludwig av Württemberg                   |
|                         |  |  |  |  |  |  |  |                                 |  |  |  |  |  |  |  |                                                            |  |  |  |  |  |  |  |                                                    |
|                         |  |  |  |  |  |  |  |                                 |  |  |  |  |  |  |  | 7. Maria Dorotea av Württemberg                            |  |  |  |  |  |  |  |                                                    |
|                         |  |  |  |  |  |  |  |                                 |  |  |  |  |  |  |  |                                                            |  |  |  |  |  |  |  |                                                    |
|                         |  |  |  |  |  |  |  |                                 |  |  |  |  |  |  |  |                                                            |  |  |  |  |  |  |  | 15. Prinsessan Henriette av Nassau-Weilburg        |
|                         |  |  |  |  |  |  |  |                                 |  |  |  |  |  |  |  |                                                            |  |  |  |  |  |  |  |                                                    |